# Rezerwat przyrody „Jużno-Kamczatskij”
Rezerwat przyrody „Jużno-Kamczatskij” (ros. Государственный природный заказник федерального значения «Южно-Камчатский») – rezerwat przyrody (zakaznik) w Kraju Kamczackim w Rosji. Znajduje się w rejonach jelizowskim i ust´-bolszerieckim, a jego obszar wynosi 3 220 km² (w tym wody morskie 970 km²). Rezerwat został utworzony dekretem rządu Rosyjskiej Federacyjnej Socjalistycznej Republiki Radzieckiej z dnia 8 kwietnia 1983 roku. W 1996 roku wraz z Kronockim Rezerwatem Biosfery został wpisany na Listę Światowego Dziedzictwa UNESCO pod nazwą „Wulkany Kamczatki”. Posiada wspólną dyrekcję z Kronockim Rezerwatem Biosfery i Rezerwatem Koriackim, która znajduje się w miejscowości Jelizowo..

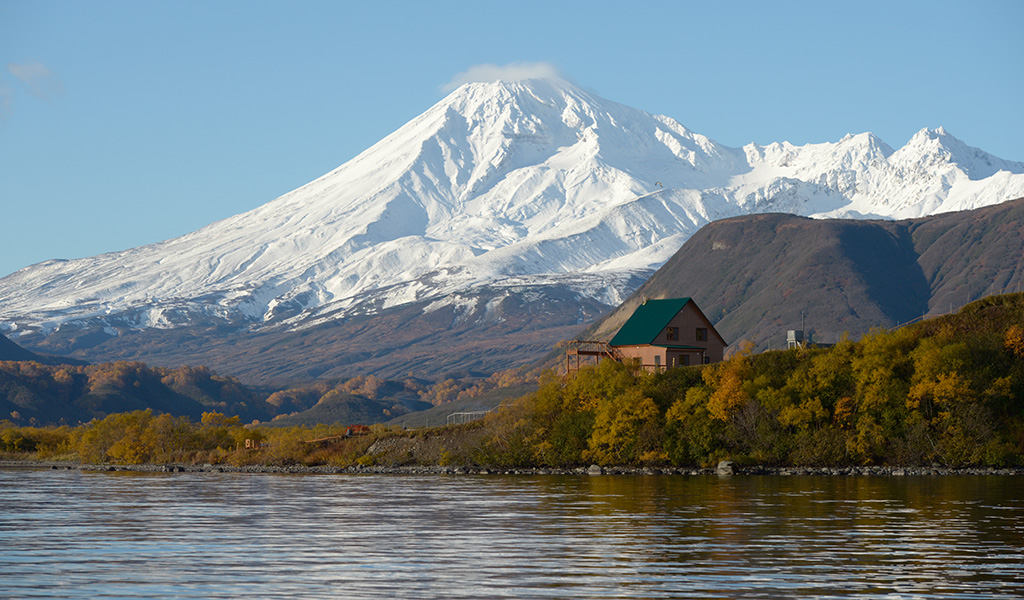
Wulkan Kambalnyj

## Opis
Rezerwat zajmuje południową część Półwyspu Kamczackiego. Obejmuje również wyspy Gawriuszkin Kamien i Utaszud. Nad górzystym terytorium rezerwatu dominuje kilkanaście wulkanów, w tym  trzy czynne: Kambalnyj (2156 m), Koszelewa (1812 m) i Ilinskij (1578 m). Jest tu dużo jezior i gorących źródeł. Wśród jezior największe jest Jezioro Kurylskie (pochodzenia wulkanicznego znajdujące się w kalderze),  z którego wypływa największa rzeka w rezerwacie – Oziernaja.

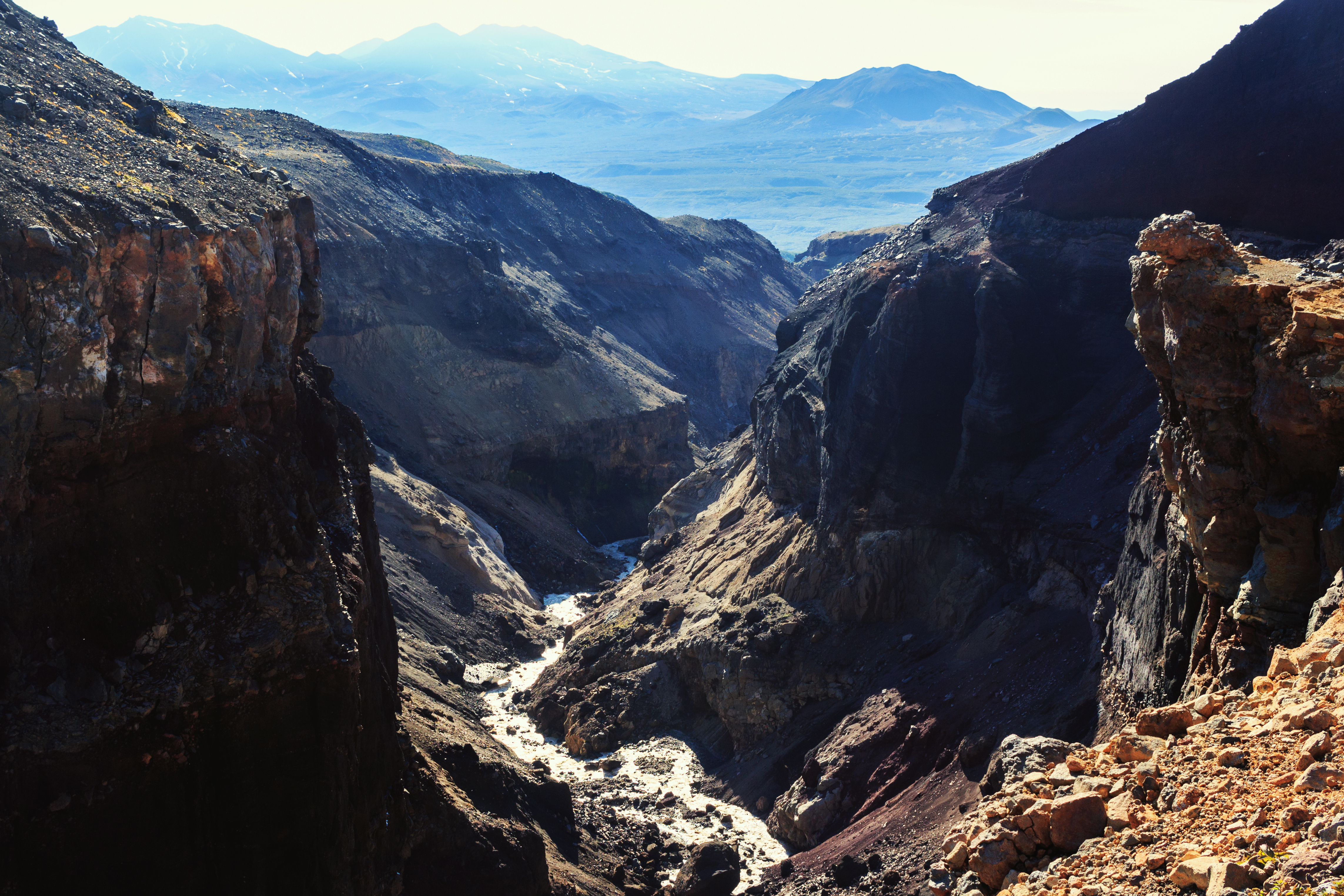
Wąwóz Opasnyj

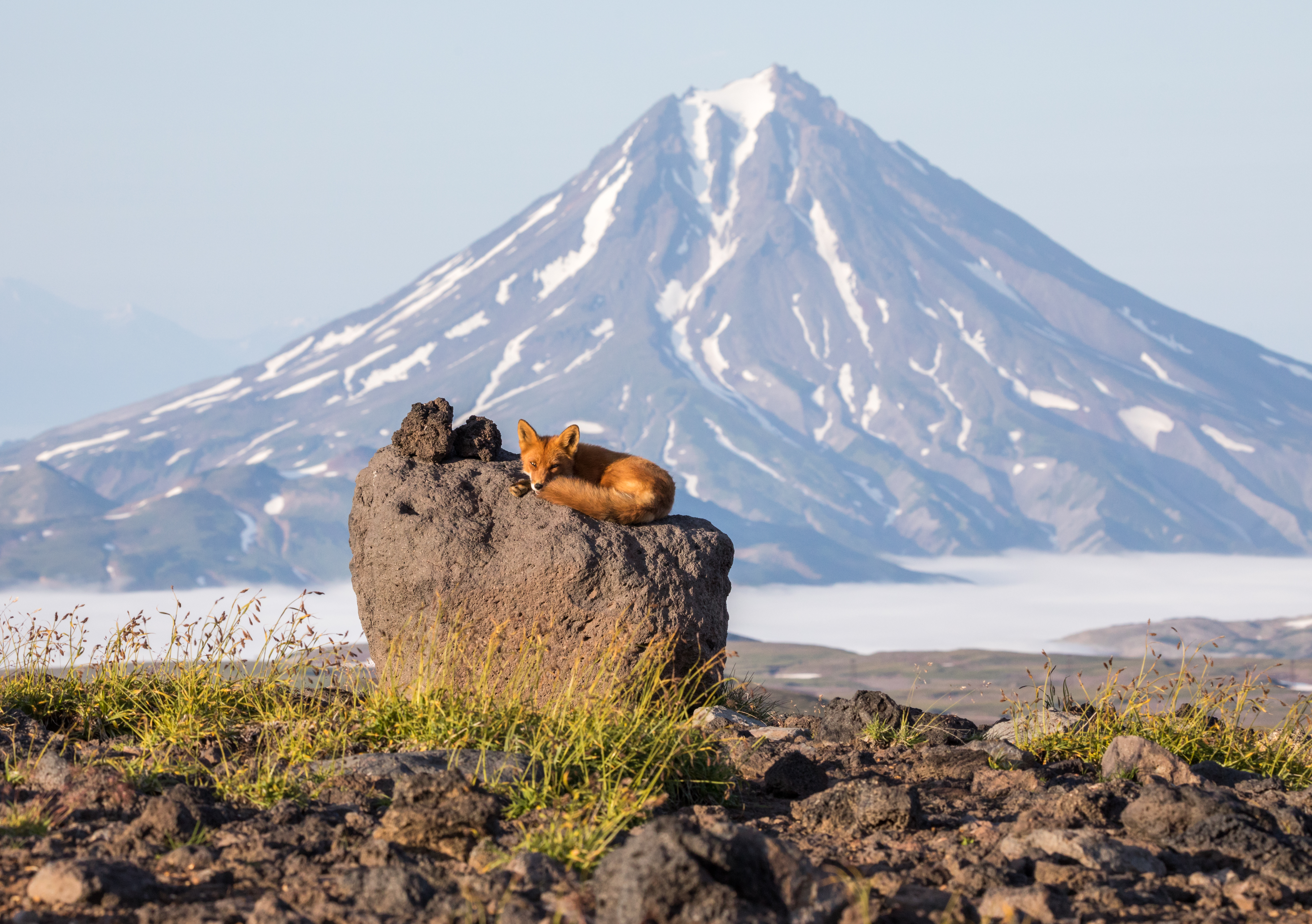
Lis i wulkan Wiluczinskaja Sopka

## Flora
W rezerwacie występuje 438 gatunków roślin. Największe obszary zajmują krzewy olszy kamczackiej i sosny karłowej, a także tundra górska. Wzdłuż dolin rzecznych rosną lasy z olszą szorstką, a w dopływach Jeziora Kurylskiego i na wybrzeżu Pacyfiku – rzadkie lasy z brzozą Ermana.

## Fauna
Prawie wszystkie jeziora na terenie rezerwatu są tarliskami dla łososi pacyficznych. Jezioro Kurylskie jest największym tarliskiem łososia w Azji.

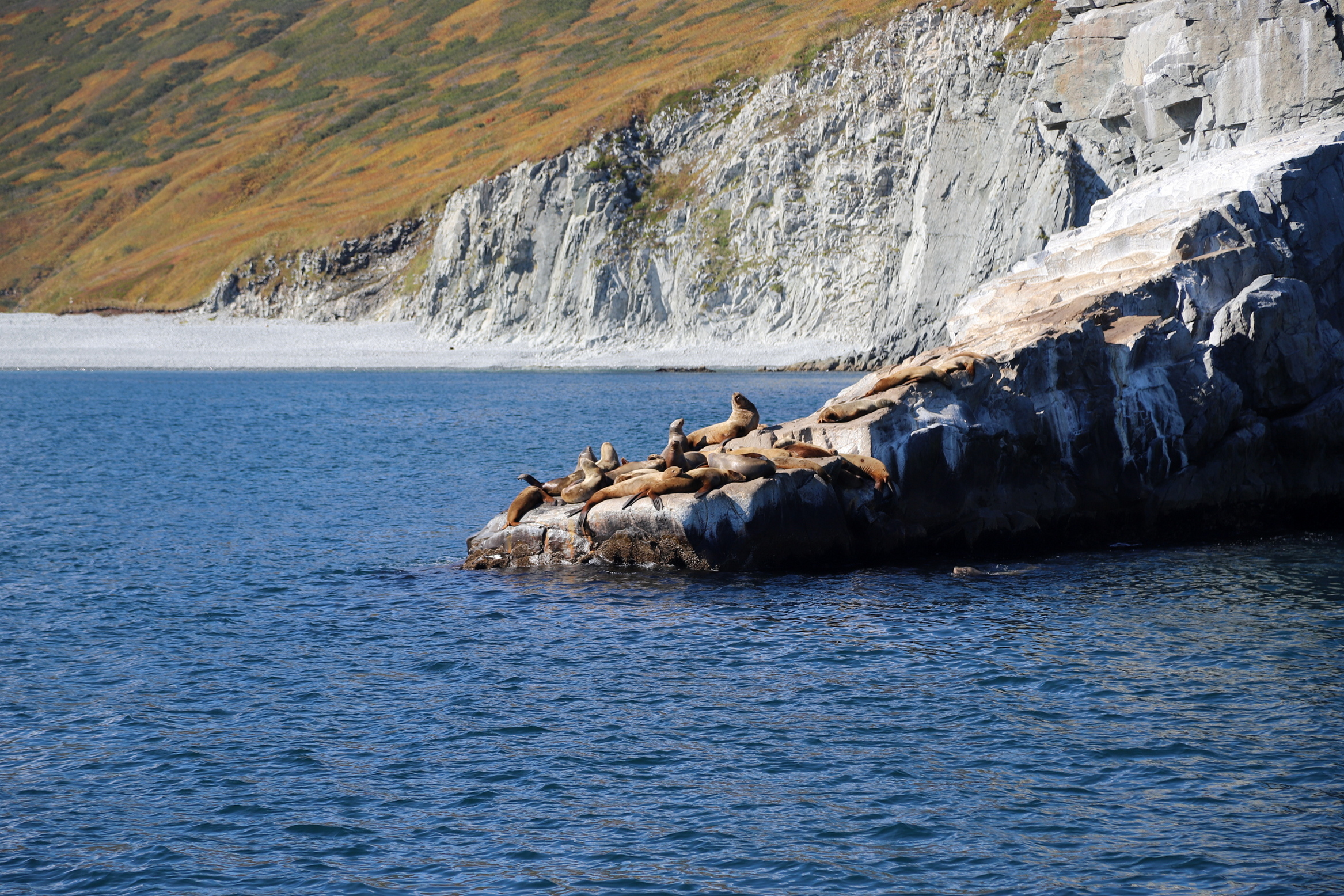
Uchatki grzywiaste

W rezerwacie występuje ponad 170 gatunków ptaków, z których około 100 gniazduje. Są to m.in. bieliki, sokoły wędrowne, orły przednie, białozory.
Żyją tu 44 gatunki ssaków. Pospolite są m.in. niedźwiedzie kamczackie, rosomaki tundrowe, gronostaje europejskie, lisy rude, wilki syberyjskie, rysie euroazjatyckie, norki amerykańskie, świstaki czarnogłowe, owce śnieżne.
Ssaki morskie to m.in. uchatki grzywiaste, wydry morskie, foki plamiste, orki oceaniczne, morświńce białopłetwe, pływacze szare, płetwale karłowate, płetwale błękitne, płetwale zwyczajne i płetwale czerniakowe.